# Кадочников, Иван Петрович
Кадочников Иван Петрович (19 июля 1911 — 25 августа 1967) — сапёр 86-го гвардейского отдельного сапёрного батальона (77-я гвардейская стрелковая дивизия, 61-я армия, Центральный фронт), Герой Советского Союза.

## Биография
Родился 19 июля 1911 года в деревне Ведерники Оханского уезда Пермской губернии (ныне — Верещагинский район Пермского края) в семье крестьянина. Русский.
Работал электросварщиком в тресте «Уралалюминстрой» в городе Каменск-Уральский Свердловской области с 1935 года.
В июне 1941 года был призван в Красную Армию. В боях Великой Отечественной войны с января 1943 года. Участвовал в сражении на Курской дуге, в боях за освобождение Украины.
23—25 сентября 1943 года на подступах к Днепру в районе села Неданчичи (Репкинский район Черниговской области) до подхода пехоты к реке с группой бойцов разведал местность и подготовил несколько лодок и плотов. С началом форсирования водной преграды под огнём противника перевёз на плотах первую группу бойцов. Затем в течение суток обеспечивал переправу.
Указом Президиума Верховного Совета СССР «О присвоении звания Героя Советского Союза генералам, офицерскому, сержантскому и рядовому составу Красной Армии» от 15 января 1944 года за «образцовое выполнение боевых заданий командования по форсированию реки Днепр и проявленные при этом мужество и героизм» удостоен звания Героя Советского Союза.
В 1944 году окончил курсы младших лейтенантов. В том же году вступил в ВКП(б)/КПСС. Участвовал в боях за освобождение Белоруссии и Польши. Войну закончил в Берлине. В 1945 году в звании лейтенанта уволен в запас.

Бюст в Каменске-Уральском

После окончания войны работал мастером электросварки на УАЗе в Каменске-Уральском. Позднее переехал в Белоруссию. Работал электросварщиком в Барановичах Брестской области.
Умер 25 августа 1967 года.
Память
- В память о нём открыты музеи в Доме культуры железнодорожников, школах города Верещагино и в Зюкайской школе Верещагинского района.
- Именем И. Кадочникова названа улица в городе Каменске-Уральском. Также установлен бюст в г. Каменске-Уральском около дома, где он жил.

## Награды
- Медаль «Золота Звезда»;
- орден Ленина;
- орден Отечественной войны 2-й степени;
- орден Красной Звезды;
- медали, в том числе:

медаль «За отвагу».